# Bandicam
Bandicam 是一个用来录制屏幕和截图的实用程序，最初由 Bandisoft 开发，后来由 Bandicam Company 开发。
Bandicam 有三种模式。一种是屏幕录制模式，在电脑屏幕上特定的区域进行录制。另一种是游戏录制模式，可以录制在 DirectX 或 OpenGL 或 Vulkan中创建的目标窗口。还有设备录制模式，录制网络摄像头和HDMI设备。
在游戏录制模式中，当目标窗口活动时，Bandicam 会在屏幕的一角显示帧率。当FPS计数显示为绿色时，表示程序已经准备好开始录制；在录制时，帧率数字的颜色变为红色。最大帧率是480帧每秒。而在屏幕录制模式下，不显示帧率。
Bandicam 是共享软件，可以免费使用，但功能会受到限制（这通常被称为残废软件）。免费版的 Bandicam 录制的每个视频的时长不能超过10分钟，还会在录制的视频顶部加上自己网站的水印。但是，用户可以调整屏幕边框，让水印脱离屏幕。
录下的视频可以保存为AVI或MP4格式。Bandicam 还可以屏幕截图，将其另存为BMP，PNG或JPG格式。Bandicam 有定时完成录制的功能，可以将视频限制成在指定的大小或时长。
它通过Nvidia NVENC / HEVC、CUDA、AMD APP和Intel Quick Sync Video / HEVC等技术来支持硬件加速。